# Daniel Manning
Pour les articles homonymes, voir Manning.
Daniel Manning, né le 16 mai 1831 à Albany (New York) et mort le 24 décembre 1887 à Albany (New York), est un homme politique américain. Membre du Parti démocrate, il est secrétaire du Trésor entre 1885 et 1887 dans la première administration du président Grover Cleveland.

## Biographie

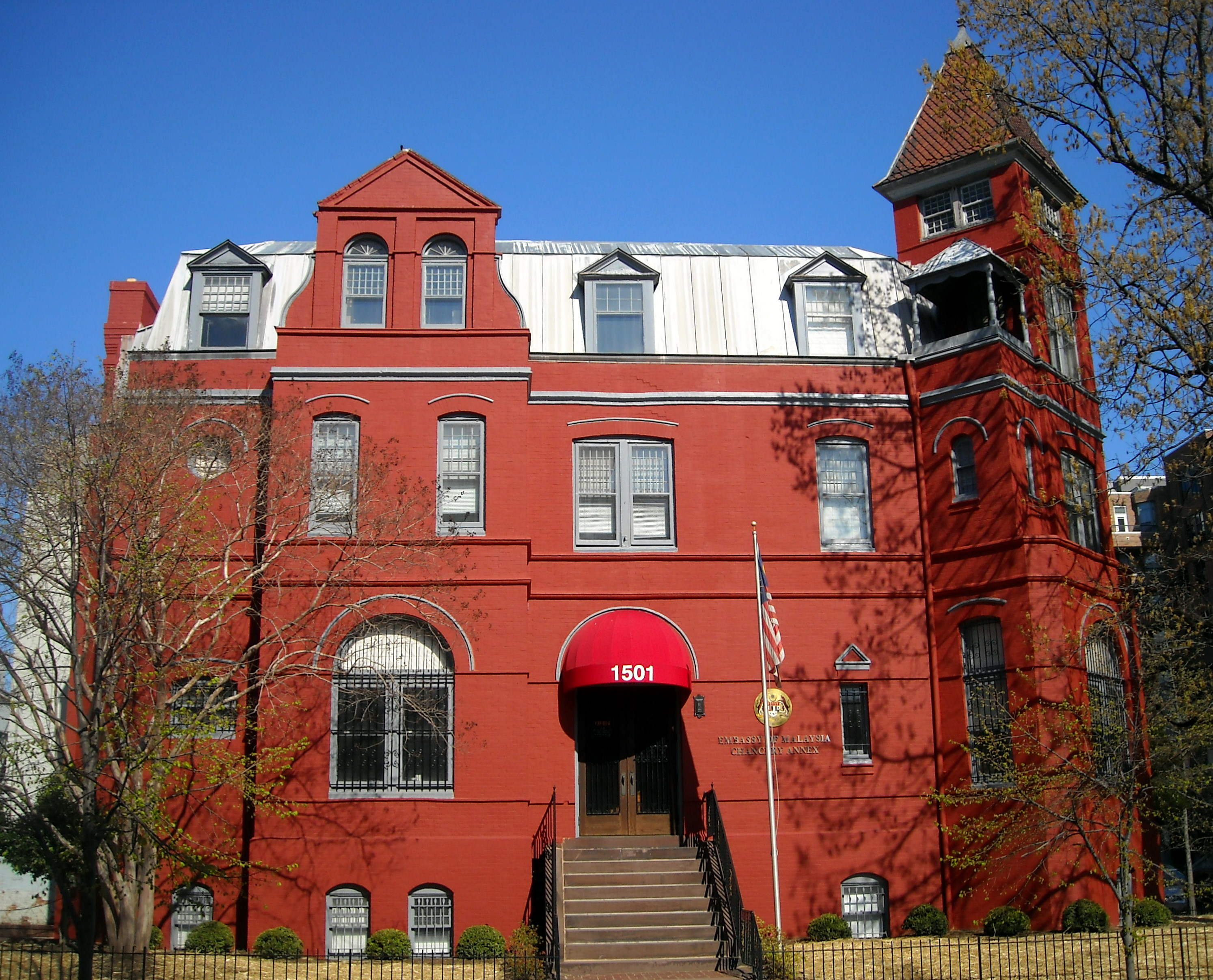
Ancienne résidence de Daniel Manning à Washington (district de Columbia).

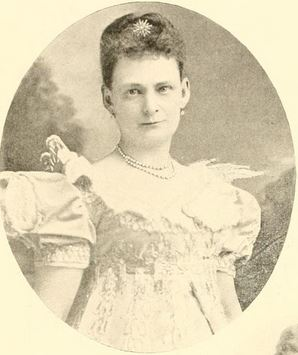
Mary Margaretta Fryer, son épouse.

## Sources
- (en) Cet article est partiellement ou en totalité issu de l’article de Wikipédia en anglais intitulé « Daniel Manning » (voir la liste des auteurs).